# Cosmarium isthmium
Cosmarium isthmium  là một loài Song tinh tảo trong họ Desmidiaceae, thuộc chi Cosmarium.